# Magnolia hamorii
Espèce
Statut de conservation UICN

 EN B1ab(i,iii) : En danger
Magnolia hamorii est une espèce de plantes à fleurs de la famille des Magnoliacées endémique de la République dominicaine.

## Description
C'est un arbre.

## Répartition et habitat
Cette espèce est endémique de la République dominicaine où elle est présente uniquement dans la province de Barahona.